# Кристијан Вирт
Кристијан Вирт (Балцхајм, 24. новембар 1885 — Хрпеље - Козина, 26. мај 1944) је био немачки полицијски и СС официр који је био један од главних организатора акције Операције Рајнхард која је имала за циљ истребљење Јевреја у Пољској. У тој операцији му је главна улога била изградња и организовање логора смрти. Такође је био један од учесника и акцији Т4 која је организована да би се особе са неким видом инвлаидитета истребиле. Обављао је и функцију надзорника свих кампова који су били део Операције Рајнхард. Касније је убијен од стране југословенских партизана у близини Трста.

## Биографија
Током Првог светског рата је био члан Немачке војске и учествовао је у борбама на западном фронту. У борби се показао веома добро, због чега је више пута одликован.
Вирт је био један од првих чланова нацистичке партије у коју се на кратко учланио 1923. Партија је убрзо забрањена због неуспелог покушаја државног удара. Поново се прикључио раду партије 1. јануара 1931. као члан старе гарде. Штурмабтајлунгу се прикључио 30. јуна 1933. У СС је прешао 10. августа 1939. са чином оберштурмфирер (млађи поручник). Крајем 1939. године је додељен групи која је учествовала у организовању акције Т4. Заједно са више бивших полицијских официра је био на функцији надзорника у центрима у којима су се вршила убиства.
Прво је радио у Графенек еутаназија центру у Виртембергу, а затим је пребачен на позицију административног директора Брандербуршког центра за еутаназију у Пруској. Из Брандербурга је и потекла идеја да се гасне коморе конструишу да подсећају на тушеве. У децембру 1939. или јануару 1940. Вирт је био присутан када је над 20 до 30 немачких менталних пацијената изведен гасни експеримент када је коришћен угљен-моноксид.
Вирт је наставио да ради на решавању проблема у центрима који су коришћени у акцији Т4. Једном приликом кад наводни ментални болесници нису желели да уђу у прерушену гасну комору, Вирт им је рекао да ће кад уђу унутра добити своју одећу назад. Међутим, Вирт је највеће учешће у акцији Т4 имао у Хартхајмском центру за еутаназију, где је био командант особља и официра који су радили у центру. У Хартхајму, Вирт је обављао све папирлошке задатке, преко којих је усмеравао процес убијања који се одвијао у центру. Као командант је био бруталан и његови подређени су га се плашили. Увек је захтевао да се уради све што се може да би се убијања наставила по плану. Када се посумњало да четири женска пацијента имају тифус, Вирт их је на лицу места убио да би спречио могуће ширење болести.
Током 1941. Вирт је учествовао у програмима еутаназије у западним деловима Пољске. О том периоду његовог рада се не зна много. У августу 1941. је пребачен из акције Т4 на место команданта Логора смрти Хелмно. Тамо је започео процес убијања Јевреја и Рома гасом. До краја марта 1942. Вирт је организовао свакодневна убијања гасом у камионима смрти.
Када је акција Т4 прекинута због жалби уложених од стране немачке цркве, врх нацистичке партије је смислио други начин да се реши Јевреја. План је назван коначно решење, а прва фаза тог плана је била Операција Рајнхард, коју је организовао Одило Глобочник. Први логор од три која су отворена за потребе ове операције је био логор смрти Белзец. Пошто је Вирт имао ранија искуства са коришћењем гаса за убијање, Глобочник га је поставио за команданта логора у децембру 1941. године. У Белзецу је до средина марта 1942. све било спремно да се отпочне коришћење гаса на затвореницима који су се у њему налазили.
Глобочник је 1. августа 1942. поставио Вирта на место инспектора кампова коришћених у Операцији Рајнхард, чиме је Вирт био командант логора Собибор и Треблинка.
Вирт је био познат по суровости којом је одржавао ред и мир. Поставио је владавину терора и смрти која је била на снази у свим логорима у Операцији Рајнхард на вишем нивоу у односу на остале претходне команданте тих логора. У логору Белзец је експериментисао и бирао начине који су најбољи за обрачунавање за затвореницима. Поставио је правило да сви нови затвореници који су били одређени да буду убијени у гасним коморама буду непрестано бичевани, да би они сами ушли у коморе због самог осећаја страха који је он стварао. Овај принцип је пренет из логора Белзец на остале логоре смрти.
Током изградње Собибора, Вирт је посетио локацију изградње логора и спровео експериментално коришћење гаса на 25 Јевреја који су учествовали у изградњи. Док се кретао кроз логор, волео је да носи бич и да њиме бичује јеврејске раднике и чуваре. Када је била изграђена Треблинка, Вирт је за њеног команданта поставио Франца Штангла.
У мају 1943. после Химлерове посете Собибору и Треблинки, Вирт је унапређен у чин СС-штурмбанфирера (мајор). У новембру 1943. после покушаја бекства затвореника из Собибора, СС полицијске јединице су убиле све Јевреје у логорима Травники, Понјатова и Мајданек који су коришћени као радна снага. Та акција је названа Операција Ернтефест и тада је убијено око 42.000 Јевреја.
Када је завршена Операција Рајнхард, након убиства 3 милиона пољских Јевреја и више хиљада Рома, Вирт је прекомандован у Трст. Његов посао је био, осим надгледања локалних логора и организовање борбе против југословенских партизана.
Постоје нагађања да су надређени команданата логора смрти пребацивали бивше команданте логора на најопасније задатке, као што је борба против партизана. Вирт је убијен у мају 1944 од стране југословенских партизана док је путовао у отвореном аутомобилу на званичан састанак у Ријеку. Сахрањен је са свим војним почастима на Немачком војном гробљу у близини Трста. Његови остаци су пребачени 1959. године на друго Немачко војно гробље у близини језера Гарда.